# Жалець (община)
Община Жалець (словен. Občina Žalec) — одна з общин в центральній Словенії. Адміністративним центром є місто Жалець. Община розташована в нижній частині Савинської долини.

## Населення
У 2011 році в общині проживало 21503 осіб, 10714 чоловіків і 10789 жінок. Чисельність економічно активного населення (за місцем проживання), 8565 осіб. Середня щомісячна чиста заробітна плата одного працівника (EUR), 888,19 (в середньому по Словенії 987.39). Приблизно кожен другий житель у громаді має автомобіль (53 автомобілі на 100 жителів). Середній вік жителів склав 41,7 роки (в середньому по Словенії 41.8). 